# Seliling
Seliling is een bestuurslaag in het regentschap Kebumen van de provincie Midden-Java, Indonesië. Seliling telt 4694 inwoners (volkstelling 2010).